# 대한민국 민법 제688조
대한민국 민법 제688조는 수임인의 보고의무에 대한 민법 채권법 조문이다. 제2항은 2014. 12. 30.에 개정되었다.

## 조문
제688조(수임인의 비용상환청구권 등) ①수임인이 위임사무의 처리에 관하여 필요비를 지출한 때에는 위임인에 대하여 지출한 날 이후의 이자를 청구할 수 있다.
②수임인이 위임사무의 처리에 필요한 채무를 부담한 때에는 위임인에게 자기에 갈음하여 이를 변제하게 할 수 있고 그 채무가 변제기에 있지 아니한 때에는 상당한 담보를 제공하게 할 수 있다.
③수임인이 위임사무의 처리를 위하여 과실없이 손해를 받은 때에는 위임인에 대하여 그 배상을 청구할 수 있다.

## 판례 =

### 수임인이 상환을 청구할 수 있는 필요비의 의미
민법 제688조 제1항에 따라 수임인이 상환을 청구할 수 있는 필요비의 의미에 대해 수임인이 상환을 청구할 수 있는 필요비는 선량한 관리자의 주의를 가지고 수임인이 필요하다고 판단해 지출한 비용이며, 위임인에게 실익이 있는지 여부는 불문하는 만큼 이에 수임인이 위임사무를 처리할 때 선관주의의무를 위반한 사실이 있다 하더라도, 이후 수임인이 위임사무 처리를 위해 비용을 지출하고 해당 과정에서 수임인이 선량한 관리자로서의 주의를 다하였다면, 수임인은 위임인에 대하여 필요비의 상환을 청구할 수 있다.

## 참고 문헌
- 오현수, 일본민법, 진원사, 2014. ISBN 978-89-6346-345-2
- 오세경, 대법전, 법전출판사, 2014 ISBN 978-89-262-1027-7
- 이준현, LOGOS 민법 조문판례집, 미래가치, 2015. ISBN 979-1-155-02086-9

## 같이 보기
- 위임